# Rally di Sardegna 2006
Il 3° Rally d'Italia svolto in Sardegna, è stata la 7ª tappa del Mondiale rally, si è svolto dal 19 maggio al 21 maggio 2006.
L'evento viene vinto da Sebastien Loeb su Citroën Xsara WRC.

## Risultati
| Pos. | Pilota               | Co-pilota           | Auto                    | Tempo     | Distacco | Punti |
| WRC  | WRC                  | WRC                 | WRC                     | WRC       | WRC      | WRC   |
| ---- | -------------------- | ------------------- | ----------------------- | --------- | -------- | ----- |
| 1    | Sébastien Loeb       | Daniel Elena        | Citroën Xsara WRC       | 3:54:18.9 | 0.0      | 10    |
| 2    | Mikko Hirvonen       | Jarmo Lehtinen      | Ford Focus RS WRC 06    | 3:57:00.3 | 2:41.4   | 8     |
| 3    | Daniel Sordo         | Marc Martí          | Citroën Xsara WRC       | 3:57:46.6 | 3:27.7   | 6     |
| 4    | Xavier Pons          | Carlos del Barrio   | Citroën Xsara WRC       | 3:59:47.2 | 5:28.3   | 5     |
| 5    | Jussi Välimäki       | Jarkko Kalliolepo   | Mitsubishi Lancer WRC   | 4:01:27.7 | 7:08.8   | 4     |
| 6    | Kristian Sohlberg    | Tomi Tuominen       | Subaru Impreza WRC      | 4:01:55.8 | 7:36.9   | 3     |
| 7    | Manfred Stohl        | Ilka Minor          | Peugeot 307 WRC         | 4:02:37.3 | 8:18.4   | 2     |
| 8    | François Duval       | Patrick Pivato      | Škoda Fabia WRC         | 4:04:04.7 | 9:45.8   | 1     |
| JWRC |                      |                     |                         |           |          |       |
| 1    | Patrik Sandell       | Emil Axelsson       | Renault Clio Super 1600 | 4:26:25.2 | 0.0      | 10    |
| 2    | Conrad Rautenbach    | David Senior        | Renault Clio Super 1600 | 4:31:33.6 | 5:08.4   | 8     |
| 3    | Urmo Aava            | Kuldar Sikk         | Suzuki Swift Super 1600 | 4:32:02.0 | 5:36.8   | 6     |
| 4    | Per-Gunnar Andersson | Jonas Andersson     | Suzuki Swift Super 1600 | 4:34:09.2 | 7:44.0   | 5     |
| 5    | Aaron Burkart        | Tanja Geilhausen    | Citroën C2 Super 1600   | 4:36:12.2 | 9:47.0   | 4     |
| 6    | Luca Betti           | Piercarlo Capolongo | Renault Clio Super 1600 | 4:36:39.0 | 10:13.8  | 3     |
| 7    | Julien Pressac       | Gilles De Turkheim  | Citroën C2 Super 1600   | 4:37:40.3 | 11:15.1  | 2     |
| 8    | Guy Wilks            | Phil Pugh           | Suzuki Swift Super 1600 | 4:42:36.6 | 16:11.4  | 1     |

## Prove speciali
| Giorno        | Tappa | Tempo | Nome tappa    | Lunghezza(km) | Vincitore       | Tempo   | Leader del Rally |
| ------------- | ----- | ----- | ------------- | ------------- | --------------- | ------- | ---------------- |
| 1 (19 maggio) | SS1   | 08:46 | Terranova 1   | 24.1          | Marcus Grönholm | 17:06.9 | Marcus Grönholm  |
| 1 (19 maggio) | SS2   | 09:58 | Onani 1       | 18.46         | Marcus Grönholm | 12:46.0 | Marcus Grönholm  |
| 1 (19 maggio) | SS3   | 11:10 | Siniscola 1   | 22.25         | Marcus Grönholm | 17:29.3 | Marcus Grönholm  |
| 1 (19 maggio) | SS4   | 14:36 | Terranova 2   | 24.1          | Sébastien Loeb  | 16:32.4 | Marcus Grönholm  |
| 1 (19 maggio) | SS5   | 15:48 | Onani 2       | 18.46         | Sébastien Loeb  | 12:27.4 | Marcus Grönholm  |
| 1 (19 maggio) | SS6   | 17:00 | Siniscola 2   | 22.25         | Marcus Grönholm | 17:12.8 | Marcus Grönholm  |
| 2 (20 maggio) | SS7   | 09:30 | Loelle 1      | 25.2          | Marcus Grönholm | 15:30.8 | Marcus Grönholm  |
| 2 (20 maggio) | SS8   | 10:28 | Monte Lerno 1 | 31.2          | Sébastien Loeb  | 20:32.8 | Sébastien Loeb   |
| 2 (20 maggio) | SS9   | 11:13 | Su Filigosu 1 | 12.27         | Sébastien Loeb  | 8:17.8  | Sébastien Loeb   |
| 2 (20 maggio) | SS10  | 14:40 | Loelle 2      | 25.2          | Petter Solberg  | 15:22.3 | Sébastien Loeb   |
| 2 (20 maggio) | SS11  | 15:38 | Monte Lerno 2 | 31.2          | Sébastien Loeb  | 20:12.7 | Sébastien Loeb   |
| 2 (20 maggio) | SS12  | 16:23 | Su Filigosu 2 | 12.27         | Sébastien Loeb  | 8:06.1  | Sébastien Loeb   |
| 3 (21 maggio) | SS13  | 07:49 | S. Giacomo 1  | 13.46         | Petter Solberg  | 10:09.3 | Sébastien Loeb   |
| 3 (21 maggio) | SS14  | 08:40 | La Prugnola 1 | 9.59          | Chris Atkinson  | 4:56.0  | Sébastien Loeb   |
| 3 (21 maggio) | SS15  | 09:17 | Campovaglio 1 | 15.92         | Sébastien Loeb  | 10:53.4 | Sébastien Loeb   |
| 3 (21 maggio) | SS16  | 10:48 | La Prugnola 2 | 13.46         | Petter Solberg  | 4:50.5  | Sébastien Loeb   |
| 3 (21 maggio) | SS17  | 11:25 | Campovaglio 2 | 15.92         | Sébastien Loeb  | 10:40.1 | Sébastien Loeb   |
| 3 (21 maggio) | SS18  | 12:32 | S. Giacomo 2  | 13.46         | Jan Kopecký     | 10:09.2 | Sébastien Loeb   |